# San Ignacio (Mexique)
Pour les articles homonymes, voir San Ignacio.
San Ignacio est une ville de la municipalité de Mulegé en Basse-Californie du Sud, au Mexique.
Sa population était de 667 habitants en 2010.